# Steve Olfers
Steve Olfers (Haarlem, 25 februari 1982) is een voormalig Nederlands profvoetballer die als middenvelder en verdediger uit de voeten kon.

## Carrière

### Feyenoord
Olfers begon met voetballen in de jeugd bij SV DIO uit Haarlem. Hierna speelde hij bij Haarlem, waar hij door Feyenoord gescout werd. Nadat hij daar de jeugdopleiding doorlopen had, maakte Olfers op 26 februari 2000 zijn debuut voor Feyenoord. Hij viel in de 87e minuut in voor Ferry de Haan in de met 3-0 van MVV gewonnen thuiswedstrijd. Verder zou Olfers echter niet komen bij Feyenoord. In 2000 verhuurde Feyenoord hem aan Excelsior, waar hij uitgroeide tot een vaste kracht en met Excelsior promoveerde de eredivisie. Het jaar daarop degradeerde Excelsior echter weer, waarna Olfers in 2003 werd verhuurd aan RKC Waalwijk, waar hij een goed seizoen draaide. In het daaropvolgende seizoen werd Olfers echter weer bij Excelsior gestald. Zijn tweede periode bij Excelsior liep echter op een teleurstelling uit en, nadat hij zijn basisplaats verloor, volgde er een uitleenperiode van een half jaar aan FC Den Bosch. Hierna liep zijn contract bij Feyenoord af.

### Sparta en FC Aalborg
In de zomer van 2005 was Olfers transfervrij en lijfde Sparta hem in. Hij speelde twee seizoenen voor de kasteelclub, waar hij in zijn tweede seizoen uitgroeide tot vaste waarde in het elftal. Technisch directeur Danny Blind bood hem hierop een nieuw contract aan, dat Olfers terzijde schoof, omdat hij hoopte op een buitenlands avontuur.
In augustus 2007 werd Olfers, op voorspraak van Jeppe Curth met wie hij bij Feyenoord en Excelsior speelde, transfervrij gecontracteerd door Aalborg BK. Hij tekende in Denemarken een contract voor twee seizoenen. In 2008 werd hij landskampioen met de club. Het seizoen erop speelde hij met Aalborg in de Champions League. Begin 2009 werd Olfers geopereerd aan een liesbreuk, waardoor hij zes weken uit de roulatie was. Hoewel Aalborg een nieuw contract aanbood, was Olfers klaar voor een nieuwe uitdaging.

### PSV en Qäbälä PFK
Het lukte Olfers, in de zomer van 2009, niet om een nieuwe werkgever te vinden in Nederland. Hierop nam hij contact op met Wiljan Vloet, hoofd opleidingen van PSV, die hij nog kende als trainer tijdens zijn periode bij Sparta, met de vraag of hij bij de Eindhovense club zijn conditie op peil mocht houden. Vloet stemde toe, waarna Olfers, vanaf 27 september 2009, meetrainde met Jong PSV. In februari 2010 kreeg hij een contract op amateurbasis aangeboden bij de club uit Eindhoven. Op 5 maart werd hij, door Fred Rutten, na het vertrek van Danko Lazović samen met Zakaria Labyad naar het eerste elftal gehaald.
Zonder voor het eerste elftal van PSV in actie te komen vertrok hij in de zomer van 2010 naar Qäbälä PFK uit Azerbeidzjan, waar de Engelsman Tony Adams trainer was.. Hij speelde daar twee seizoenen als Stiv Olfers, maar kreeg in die tijd veel te maken met "maffiapraktijken". In 2012 legde hij een contractverlenging naast zich neer.

### Telstar
Hierna werkte Olfers stages af bij Excelsior Rotterdam en Telstar, waar hij zelfs langere tijd met de selectie mee trainde, maar tot een contract kwam het niet. In mei 2014 maakte hij bekend dat hij zich liet overschrijven naar de amateurs van ADO '20 uit Heemskerk. In juni bood Telstar Olfers toch een contract voor een jaar aan, waardoor hij in het seizoen 2014-2015 voor de club uit Velsen uitkwam. Olfers speelde bij Telstar 27 wedstrijden. In de zomer van 2015 werd zijn contract echter niet verlengd.

### Amateurvoetbal
Nadat het hem niet lukte een nieuwe profclub te vinden, liet hij zich in in december 2015 overschrijven naar de amateurclub ASV De Dijk uit Amsterdam-Noord, dat uitkomt in de zondag Hoofdklasse A. In het seizoen 2016/17 speelde hij voor Olympia Haarlem en vanaf 2018 bij RKSV HBC.
Met het Nederlands voetbalelftal onder 18 nam hij deel aan het Europees kampioenschap voetbal onder 18 - 2000.

## Clubstatistieken
| Seizoen   | Club                  | Duels | Goals | Competitie     |
| --------- | --------------------- | ----- | ----- | -------------- |
| 1999-2000 | Feyenoord             | 1     | 0     | Eredivisie     |
| 2000-2001 | → Excelsior (huur)    | 11    | 1     | Eerste divisie |
| 2001-2002 | → Excelsior (huur)    | 33    | 1     | Eerste divisie |
| 2002-2003 | → Excelsior (huur)    | 34    | 3     | Eredivisie     |
| 2003-2004 | → RKC Waalwijk (huur) | 32    | 1     | Eredivisie     |
| 2004      | → Excelsior (huur)    | 12    | 1     | Eerste divisie |
| 2005      | FC Den Bosch → (huur) | 16    | 1     | Eredivisie     |
| 2005-2006 | Sparta                | 19    | 0     | Eredivisie     |
| 2006-2007 | Sparta                | 32    | 1     | Eredivisie     |
| 2007-2008 | Aalborg BK            | 21    | 1     | SAS Ligaen     |
| 2008-2009 | Aalborg BK            | 21    | 0     | SAS Ligaen     |
| 2010      | PSV                   | 0     | 0     | Eredivisie     |
| 2010/11   | Qäbälä PFK            | 34    | 0     | Yuksak Liga    |
| 2011/12   | Qäbälä PFK            | 24    | 0     | Yuksak Liga    |
| 2014/15   | Telstar               | 27    | 0     | Jupiler League |

## Erelijst
Aalborg BK
- Superligaen: 2008 kampioen
- Deense beker verliezend finalist: 2008–09